# 小田切氏
小田切氏（おだぎりし、おたぎりし、こたぎりし）は、日本の氏族のひとつ。

## 概要
信濃国の名族滋野氏の嫡流海野氏支流の氏族。推定ではおたぎりが古い発音で、「たぎり」はすなわち「滾り」、「河岸が崖状になっている流れの激しい河川」を意味する。
別流として、伊那郡小田切邑（現・長野県上伊那郡宮田村南割区）を出身地とする小田切氏がある。同地区では地名・氏名とも基本的な読みは「こたぎり」。

## 信濃滋野姓海野氏流（宗家）
平安時代末期から鎌倉時代初期の海野氏の武将海野幸氏の子尭元（小田切二郎）が初め信濃佐久郡小田切（現・長野県佐久市臼田上小田切・中小田切・下小田切）に住み小田切を称したのが始まりとされる。その後系譜ははっきりしないが鎌倉時代初期の頃水内郡小市（現・長野県長野市安茂里小市）に移住する。承久3年（1221年）の承久の乱では小田切奥太が鎌倉幕府方に加わり京都宇治川にて戦死しており、奥太は奥郡(奥信濃)に移住した小田切氏の長男のことであると考えられる。応永7年（1400年）の大塔合戦では大文字一揆勢に加わり、信濃守護小笠原長秀と戦った。このころ吉窪城を築城しこれを要害城とし、小市に館を構える。更に、寛正年間、新田義貞の麾下窪寺氏を追い、犀川を越えて更級郡北部にも進出し、今里内後、今井於下にも館を構える。弘治3年（1557年）の上野原の戦い（第三次川中島の戦い）では吉窪城主小田切幸長は葛山城に城主の落合氏と共に籠城するが、馬場信房らの猛攻を受け討死している。幸長の子の民部少輔ははじめ武田勝頼、のち上杉景勝に仕え、小市に住んだ。子孫の中には武田氏滅亡後、徳川家に仕え旗本となったものもいる。

### 系譜2
ほか、中野市、須坂市、海野氏の出と考えられている。
中野市一本木の一本木公会堂の西にある無縫塔は南北朝時代の僧頼尊の五代の孫小田切仁兵衛が建立したといわれ、当地の小田切氏は頼尊の子孫と考えられている。須坂市の小田切氏もまた海野氏の出というが系不詳。幕末まで油屋・糸師・呉服商を営み、須坂藩の御用達を務めた家で、「西糀屋」あるいは「大糀屋」を屋号とした。同家は嘉右衛門 - 武兵衛 - 沖兵衛と続き、沖兵衛の子小田切辰之助は須坂製糸業の発展に貢献した人物。元山形県知事の小田切磐太郎や高井繭糸会社を設立した小田切常三郎も同族である。

## 庶家

### 滋野姓（片桐氏流）
甲斐巨摩郡の氏族で滋野氏または片桐氏の出。大黒坂聖応寺内金雞院に享禄2年（1529年）小田切秋連の寄進状が残る。その他、孫右衛門（士大将）、下総守、大隅守茂富（滋野姓）、所座衛門（後会津）などの名が国誌に見える。

### 清和源氏草間氏流
御嶽衆にもその名が見える。文禄年間渡辺恒義が信濃小田切の住士草間左近を養子とした。その子の芳勝、氏を小田切に改めたと伝わる。

### 越後小田切氏
応永18年（1411年）小田切駿河守が信濃から越後へ移住し蒲原郡石間城を居館とした。のち蘆名氏に属す。会津風土記石間村条に「松寿寺、康暦の頃、蘆名直盛の臣小田切弾正某、石間、岡沢、焼山、太田、古岐五村の領主たりしに、仏法に帰依して當寺を開山す。」とある。同郡谷澤城は小田切甲斐守の居館。新編会津風土記谷澤村条に「館跡、天正の頃まで、小田切平六某住むという。」とある。ほか舊事雑考によると細越村にも館跡があり、小田切駿河が住んだと伝わる。また沼垂郡赤谷城も、天正年間小田切氏の居館だった。新発田重家が謀反を起こした際は、蘆名氏は小田切三河守を赤谷城に籠めて援兵とした。

### 武蔵小田切氏
『風土記稿』豊島郡条に「小田切将監、慶長年間に正光寺を開基せし由」を載せ、また橘樹郡条に「獅子谷村小田切屋敷跡。村の西によれり、廣七段ばかり此処を殿屋敷とも、また殿山とも唱える。この地は慶長年中まで、小田切美作守久しくここに住むが、召し出され、即ちここを知行し、後江戸へ移りしころ、今の里正が先祖に、かの屋敷の内を少しばかり除地になしあたえしと言い伝える」とある。橘樹郡の獅子谷村とは、現在の横浜市鶴見区獅子ケ谷にあたり、小田切光猶または小田切須猶（美作守）屋敷と詰城の獅子ヶ谷城があったとされる。また、小田切氏から屋敷の一部を与えられた里正とは名主の横溝氏のことで、横溝屋敷が現在も残っている。

### 藤原朝臣
『寛政重修諸家譜』に藤原支流の小田切氏がある。家紋は丸に蔦、抜簾。

#### 系譜
特に注記の無いものは『寛政重修諸家譜』巻第千四百七十一による。
ほか大和にも藤原姓の小田切氏がいる。大和の小田切氏は添下郡郡山城を本拠とする豪族で、信濃小田切氏の出と推定されている。はじめ筒井順政の子春政を養子とし、藤原氏を称した。春政ははじめ井戸氏を継ぎ、のち小田切氏を継ぎ、郡山城を築き17000石を知行した。麾下は、高田（又助）、五條（左内）、六條（兵部）、尼ヶ辻（文蔵）などで総知行高3000石。春政以前にも小田切氏は郡山に住み、至徳年間の鏑馬日記にもその名がみえる。のち天文元年の頃小田切春次の名がみえる。春政の子に春之、次清がおり、豊臣秀長に仕えた。

### 源姓
『佐州諸役人並町同心姓名書』に、源姓小田切角之進の名がみえる。

### その他
東鑑巻十、建久元年11月7日条、源頼朝上洛の兵に小田切太郎の名がみえる。ほか徳川黒石津軽藩家老、会津藩、羽後などに名がみえる。

#### 小田桐
小田切の異形で津軽（現：青森県弘前市、黒石市周辺）に多く見られる。

## 伊那郡小田切邑小田切氏（宗家）
伊那郡においては橘朝臣と伝わる。伊那郡小田切城を居館とした。難波親王より17代下った小田切良満は治承4年（1180年）一条忠頼の麾下に属し、源頼朝の命により、同郡大田切城主・菅冠者平友則を討ちて功あり。この地を食邑として賜わり居住す。と伝わる。
下って戦国時代、小田切正則は弘治ニ年（1556年）、武田信玄に抗して同じく上伊那の豪族であった黒河内・溝口・松島・伊那部・殿島・宮田・上穂の諸氏とともに木曽へ攻め込んだ。武田信玄により同氏らとともに磔殺され、伊那市長谷の「八人塚」に祀られている。
上伊那郡宮田村南割の小田切城跡に住む小田切氏は屋号を「大南」という。江戸時代には名字帯刀を許された庄屋として家名をつないでいる。家伝によると、「大南」の小田切家から「四方川」の小田切家が分家し、のち天正年間に「四方川」の小田切家から「伏戸」の小田切家が分かれたと伝わる。他、北割村に江戸時代末期名主を務めた「坪垣外」の小田切家もあり、5代当主小田切行雄は宮田村村長・長野県会議員を務めた。

### 庶家

#### 会津若松藩士　小田切氏
寛永十三年、高遠藩主であった保科正之が出羽の最上、その後、会津若松藩に移封させられる際、高遠領内から人選し武士として連れて行ったとされる。会津藩松平所蔵の「諸氏系譜」に、宮田村小田切との氏名あり。